# Bakarac
Bakarac – wieś w Chorwacji, w żupanii primorsko-gorskiej, w mieście Kraljevica. W 2011 roku liczyła 313 mieszkańców.
Miejscowość położona jest nad zatoką Bakarski zaljev. Głównym zabytkiem Bakaraca jest XVIII-wieczny kościół pw. św. Piotra oraz trzy zabytki z czasów rzymskich (m.in. ruiny rzymskiego fortu na wzgórzu Gradac).